# Контрерас, Херардо Мансович
Хера́рдо Ма́нсович Контре́рас (эст. Herardo Kontreras, также эст. Herardo Сontreras, англ. Gerardo Contreras, 16 апреля 1940, Можайск, РСФСР, СССР — 1 марта 2009, Таллин, Эстония) — советский и эстонский актёр театра и кино. Заслуженный артист Эстонской ССР (1987). Член Театрального Союза Эстонии (1969), член Союза актёров Эстонии (1994).

## Биография
Родители Херардо Контрераса, баски, были испанскими коммунистами. Отец, лётчик, доставил на самолёте из Испании в Африку спасавшихся от режима Франко членов республиканского правительства. Из Африки Контрерас-старший попал в команду сопровождения пароходов, переправлявших золото в Советский Союз, где он в результате и остался. Мать Херардо была учительницей испанского языка. 
Херардо Контрерас родился 16 апреля 1940 года в Можайске. В 1962 году окончил вечернюю школу в Запорожье.  
Идею стать артистом 17-летнему Херардо подал друг отца, кинорежиссёр Сергей Герасимов, в доме которого он в юности прожил три месяца, и который случайно услышал магнитофонную запись, на которой  юноша читает стихи. Читать стихи Херардо нравилось с детства. Школьником он посещал вечера в Литературном институте, где учился его старший брат, встречался с К. Паустовским, М. Светловым, И. Сельвинским, слушал лекции В. Шкловского.
Херардо поступил в училище при Московском Художественном театре и через два года учёбы перешёл в Киевский государственный институт театрального искусства имени И. К. Карпенко-Карого. После окончания института, в 1967 году поступил в труппу Государственного русского драматического театра Эстонской ССР (с 2005 года — Русский театр), где прослужил всю свою жизнь. К 2008 году на сцене Русского театра он сыграл более 130 ролей и был одним из ведущих актёров театра.
Испанское имя актёра, экзотическое для Эстонии, сразу вызывало интерес к актёру. И хотя его внешние данные не совсем совпадали с классическими требованиями амплуа героев, Контрерас сыграл сотни самых разнообразных ролей в спектаклях по русской и зарубежной классике, по современной драматургии и в детских спектаклях. По мнению коллег Контрераса, его актёрская органика подчиняла себе любую драматургию.  
Помимо театра Херардо Контрерас выступал с большими чтецкими программами на поэтических вечерах. В существовавшей в конце 1990—начале 2000-х годов театральной студии Андреса Пуустусмаа при Эстонском драматическом театре Контрерас давал школьникам уроки художественного слова. Снимался в небольших ролях в кино. 
Последней работой Херардо Контрераса в театре стала роль сэра Джона в спектакле «Костюмер» по пьесе Рональда Харвуда. Его герой после спектакля умирал в театре за кулисами. 
В августе 2008 года у Херардо Контрераса развился инсульт. В начале сентября обеспечивающая его лечение государственная Больничная касса потребовала перевода Контрераса из бесплатной больницы в платную либо в социальный дом. Ситуацию осложняло то, что для поддержания жизни Контрерасу была необходима специальная аппаратура. Родственники актёра и его коллеги объявили в русскоязычных СМИ Эстонии общереспубликанский сбор средств актеру. Союз актёров Эстонии выделил супруге актёра единовременную помощь в размере 4750 крон или 304,49 евро (для сравнения: средняя ежемесячная брутто-зарплата в Эстонии в тот год составляла 12 912 крон, т. е. примерно 827 евро), а своё молчание по поводу болезни актёра оправдал этическими соображениями.
Херардо Контрерас скончался 1 мая 2009 года.
После смерти Херардо Контрераса спектакль «Костюмер» был снят с репертуара, т. к. в Русском театре, по мнению тогдашнего его директора Яануса Кукка, Контрерасу не было замены.
Похоронен на таллинском кладбище Метсакалмисту.

## Роли в театре
- 1968 — Б. М. Рацер, В. К. Константинов «Десять суток за любовь» — Грачёв
- 1968 — В. В. Войнович «Хочу быть честным» — Гусев
- 1969 — В. И. Ежов «Соловьиная ночь» — Фирсов
- 1969 — Войнович «Два товарища» — друг Грека
- 1969 — Л. Е. Устинов «Недотрога» — одноглазый король
- 1970 — Л. Н. Андреев «Тот, кто получает пощёчины» — лакей
- 1970 — Э. В. Брагинский, Э. А. Рязанов «С лёгким паром!» — Александр и Михаил
- 1971 — А. П. Штейн «Гостиница “Астория”» — боец
- 1971 — М. М. Рощин «Валентин и Валентина» — Карандашов
- 1972 — А. А. Сагальчик «Ой, ду, ду!» — советник
- 1972 — Д. Поплуэлл «Миссис Пайпер ведёт следствие» — Годдар
- 1973 — И. П. Друцэ «Птицы нашей молодости» — жених
- 1973 — А. Лийвес «Инфаркт» — Мастер
- 1973 — Г. К. Бокарев «Сталевары» — Ван Ваныч
- 1973 — М. Мэйо, М. Эннекне «Моя жена-лгунья» — полицейский
- 1973 — М. Себастиан «Безымянная звезда» — начальник вокзала
- 1974 — Б. Брехт, М. М. Зощенко, М. М. Рощин «Горько! Горько! Горько!» — мужчина
- 1974 — Э. Хемингуэй «По ком звонит колокол» — Фернандо
- 1975 — В. М. Шукшин «Энергичные люди» — Лысый
- 1976 — С. Родионов «Допрос» — сержант
- 1976 — В. М. Шукшин «Я пришёл дать вам свободу» — Штырь
- 1976 — Т. Уильямс «Трамвай “Желание”» — Стив Хаббел
- 1977 — М. А. Булгаков «Бег» — грек-донжуан
- 1977 — Г. Б. Волчек, М. И. Микаэлян — «Принцесса и дровосек» — царь-батюшка
- 1978 — А. П. Гайдар «Военная тайна» — Буржуин
- 1978 — А. Котетишвили «Он, она и другие» — скульптор
- 1979 — А. Гришин «Родительское собрание» — Николай Иванович Макаров, тренер-инструктор автошколы
- 1979 — Е. Л. Шварц «Снежная королева» — олень
- 1979 — В. С. Розов «Гнездо глухаря» — Родригес
- 1979 — А. И. Гельман «Мы, нижеподписавшиеся» — ревизор в поезде
- 1980 — Г. И. Горин «Феномены» — Клягин
- 1980 — А. А. Блок «И взвился костёр высокий…»
- 1981 — С. А. Найдёнов «Дети Ванюшина» — Степан Фёдорович Красавин
- 1982 — Н. Г. Кулиш «Блаженный остров» — Рыжий
- 1982 — В. Ф. Тендряков «Расплата» — Соломон Рабинович
- 1983 — Ю. Макаров «Не был, не состоял, не участвовал» — Пестик
- 1983 — Ю. Фучик, К. Комиссаров «Люди, я любил вас!»
- 1983 — Ф. К. Сологуб «Мелкий бес» — Павел Володин
- 1984 — У. Лейес[эст.] «Буратино летит на Луну» — собака Бой
- 1985 — А. Н. Арбузов «Ночная исповедь» — Анатолий Данилович Брянский-Мартинелли
- 1985 — А. М. Червинский «Крестики-нолики» — Крестик, милиционер
- 1986 — В. Удам «Ответственность» — Калью
- 1986 — А. М. Галин «Жанна» — Изольд Тимофеевич Кукин
- 1986 — Н. В. Гоголь «Ревизор» — Пётр Иванович Бобчинский
- 1987 — Э. Ветемаа «Кукольные игры» — дедушка
- 1988 — Г. Михайлов «Театральные фантазии» — Он
- 1988 — А. Николаи «Побег» — Луиджи Палья
- 1988 — А. А. Дударев «Свалка» — «Хитрец»
- 1989 — Е. Л. Шварц «Красная Шапочка» — волк
- 1989 — В. Н. Войнович, Г. И. Горин «Кот домашний средней пушистости» — Рахлин
- 1990 — В. Шукшин «А по утру они проснулись» — тощий
- 1990 — А. Н. Островский «Страдания молодого Глумова» — Крутицкий
- 1991 — А. П. Чехов «Вишнёвый сад» — Фирс
- 1993 — Э. Де Филиппо «Филумена Мартурано» — Альфредо Аморозо
- 1993 — О. Д. Данилов «Мы идём смотреть “Чапаева”» — Евгений Павлович Тимошин
- 1994 — Ф. Вебер «Зануда» — гарсон
- 1994 — А. Кицберг  «Оборотень» — Яссь
- 1995 — Екатерина II «Расстроенная семья» — Панкрат Собрин
- 1995 — Н. В. Гоголь Женитьба — Жевакин
- 1995 — «Мы все в эти годы любили» по поэме С. А. Есенина «Анна Снегина»
- 1996 — Г. И. Горин «Кин IV» — Соломон / гримёр / суфлёр / костюмер / рабочий сцены / слуга / гвардеец
- 1996 — А. Н. Островский «Таланты и поклонники» — князь Ираклий Стратоныч Дулебов
- 1997 — Э. Вильде «Домовой в свадебной колеснице» — Вестманн
- 1998 — Ж.-Б. Мольер «Плутни Скапена» — Жеронте
- 1998 — Н. М. Птушкина «Пока она умирала» — Игорь
- 1999 — А. С. Пушкин Скупой рыцарь — барон
- 2000 — Ф. М. Достоевский «Идиот» — Лебедев
- 2000 — Н. Саймон «Солнечные мальчики» — Вилли Кларк
- 2001 — А. Н. Островский «Бешеные деньги» — Григорий Борисович Кучумов
- 2003 — Л. Разумовская «Бесприданник» — Иван Кузьмич Чернохвостов
- 2004 — А. П. Чехов «Иванов» — Матвей Семёнович Шабельский
- 2005 — В. В. Сигарев «Детектор лжи» — гипнотизёр
- 2006 — А. Х. Таммсааре «Королю холодно» — шут (Йоозеп)
- 2006 — У. Шекспир «As You Like It» — Оселок, шут
- 2007 — Ф. М. Достоевский «Дядюшкин сон» — князь К.
- 2008 — Р. Харвуд «Костюмер» — сэр Джон

## Фильмография
| Год       |     | Русское название                      | Оригинальное название                                          | Роль                       |
| --------- | --- | ------------------------------------- | -------------------------------------------------------------- | -------------------------- |
| 1970      | ф   | Это мгновение                         | ..                                                             | офицер                     |
| 1971      | ф   | Салют, Мария!                         | ..                                                             | в эпизодах                 |
| 1975      | ф   | Бриллианты для диктатуры пролетариата | ..                                                             | Сергей Мамиконович Унанян  |
| 1984      | ф   | На арене — Лурих                      | эст. Lurich                                                    | проводник поезда           |
| 1985      | ф   | Обездоленные                          | эст. Puud olid...                                              | Алаяани Мярт               |
| 1985      | ф   | Долгая память                         | ..                                                             | Баландин                   |
| 1985      | ф   | В условиях неочевидности              | азерб. Aşkarsızlıq Şəraitində...                               | Купцов                     |
| 1986      | ф   | В условиях неочевидности              | ..                                                             | эпизод                     |
| 1986      | тф  | Танец вокруг парового котла           | эст. Tans aurukatla ümber                                      | цыган                      |
| 1987—1988 | с   | Русалочьи отмели                      | эст. Näkimadalad                                               | в эпизодах                 |
| 1988      | ф   | Вернанда                              | эст. Vernanda                                                  | в эпизодах                 |
| 1992      | ф   | Время вашей жизни                     | ..                                                             | эпизод                     |
| 1992      | ф   | Тьма в Таллине                        | эст. Tallinn pimeduses                                         | врач                       |
| 1994      | ф   | Огненная вода                         | эст. Tulivesi                                                  | дворник                    |
| 1994      | ф   | Американские горки                    | эст. Ameerika mäed                                             | Гуелашвили                 |
| 1997      | ф   | Все мои Ленины                        | эст. Minu Leninid                                              | русский крестьянин         |
| 1999      | ф   | Три таких истории: Аида               | эст. Sellised kolm lugu: Aida, англ. Three Stories About: Aida | беженец «Верди»            |
| 2002      | ф   | Лиля навсегда                         | англ. Lilja 4-ever                                             | сосед Анны                 |
| 2002      | кор | Фердинанд                             | эст. Ferdinand                                                 | смотритель зоопарка        |
| 2002      | кор | Спасение                              | эст. Pääsemine                                                 | Васёнок                    |
| 2005      | ф   | Праздник стиля                        | эст. Stiilipidu                                                | Стёпа                      |
| 2007      | ф   | Георг                                 | эст. Georg                                                     | рабочий в театре «Эстония» |
| 2010      | ф   | Белый песок                           | ..                                                             | Михаил Юрьевич, машинист   |

## Награды и звания
- 1987 — Заслуженный артист Эстонской ССР[1][3]
- 2005 — Премия Театрального союза Эстонии в номинации «мужская роль второго плана» (Матвей Семёнович Шабельский в спектакле «Иванов», Русский театр)[16]
- 2008 — Почётный член Союза актёров Эстонии[10]